# Buongiorno papà
Buongiorno papà è un film del 2013 diretto da Edoardo Leo e interpretato dallo stesso Leo con Raoul Bova, Rosabell Laurenti Sellers, Marco Giallini e Nicole Grimaudo.

## Trama
Andrea è un trentottenne single dedito alla carriera ed alle avventure passeggere con le tante ragazze che gli girano intorno. Lavora nel mondo del cinema occupandosi di product placement; è molto apprezzato nel suo lavoro ed è anche ricco: possiede una Porsche, vive in un bel loft nella capitale e divide l'appartamento col suo amico Paolo, molto diverso da lui. Paolo è un ragazzo educato e profondo, ma sfortunato nel lavoro e con le donne.
Un giorno nella vita di Andrea irrompe Layla, una ragazzina di 17 anni che dice di essere sua figlia. Ella cerca il padre perché la madre è morta da tre mesi. Andrea, che non ha mai saputo nulla di questa figlia, vede crollare tutto il suo mondo e non sa come reagire alla novità.
Dopo la prova del DNA, Andrea si trova in casa la ragazza e suo nonno Enzo: con questa nuova famiglia allargata e un'energica insegnante di educazione fisica, Lorenza, si trova in una vita nuova e completamente diversa in cui instaura rapporti più profondi con le persone a lui care.
Andrea cerca di fare del suo meglio ed essendo sempre stato assente nella vita di sua figlia le fa tantissimi regali. Alla fine però Layla decide di partire con suo nonno Enzo, ma questi capisce che la nipote ha bisogno di suo padre. Parte da solo e tutti ricominciano a vivere felicemente insieme.

## Premi e riconoscimenti
- 2013 - David di Donatello
  - Nomination Migliore attore non protagonista a Marco Giallini
  - Nomination Migliore canzone originale (Fare a meno di te) a Gianluca Misiti e Laura Marafioti
- 2013 - Nastro d'argento
  - Nomination Migliore commedia a Edoardo Leo
  - Nomination Migliore attore protagonista a Raoul Bova e Marco Giallini